# Aphanopsidaceae
Aphanopsidaceae Printzen & Rambold 1995 es una familia de líquenes crustáceos que crecen directamente sobre el suelo o en materia vegetal en descomposición perteneciente al orden Lecanorales de distribución mundial. 
Las estructuras reproductoras sexuales de las especies pertenecientes a la familia Aphanopsidaceae, los apotecios, tienen morfología discoidal con los márgenes poco definidos por las hifas del hongo. En el himenio se localizan estructuras estériles, los parafisos, no ramificadas y con ápices no engrosados y rodeadas de material de consistencia gelatinosa a diferencia de otros grupos afines. Las ascas tubulares con paredes celulares gruesas y engrosamientos apicales producen entre 8 y 16 ascosporas hialinas, de globosas a elipsoidales y aseptadas.